# Alpina sudetica
Alpina sudetica är en fjärilsart som beskrevs av Sterneck 1918. Alpina sudetica ingår i släktet Alpina och familjen mätare. Inga underarter finns listade i Catalogue of Life.